# خونة (فلم 2013)
الخونة  (بالإنجليزية: Traitors) هو فيلم مغربي من إخراج الأمريكي شون غوليت سنة 2013، و بطولة كل من شيماء بن عشا، مراد زكندي، صوفيا عصامي، إدريس الروخ، مرجانة العلوي، و آخرون.

## القصة
يتناول الفيلم مشاهد الشباب المغربي و تأثير المخدرات كالحشيش، من خلال شخصية الفيلم الرئيسة مليكة (شيماء بن عشا) التي تؤسس مع صديقاتها في طنجة فرقة لموسيقى الـ«بانك» تحمل اسم Traitors. يفتتح الفيلم بالفرقة وهي تحاول تصوير كليب إحدى أغنياتها. تقتنع منتجة بأغنية مجموعة مليكة وتطلب منها تسجيل Demo في استوديو احترافي كي تساعدها في إيجاد شركة إنتاج تخرج ألبومها إلى الوجود. لكن مليكة التي لا تملك المبلغ، تطرد من مركز اتصالات تعمل فيه، فتضطر إلى العمل في ورشة لإصلاح سيارات والدها، بهدف جمع بعض المال لتحقيق حلمها بالنجومية. هناك، تلتقي مروج مخدرات (مراد زكندي) يحاول إقناعها بتهريب مخدرات في سيارة من منطقة «كتامة» (أشهر منطقة لإنتاج الحشيش في المغرب) إلى طنجة.
من أجل المال، توافق الفتاة وتركب مخاطر التهريب. تلتقي بأمل (صوفيا عصامي) التي ستساعدها في مهمة التهريب. تلتقي الفتاتين في واحدة من القرى المنتجة للحشيش في منطقة الريف وعلى الطريق إلى طنجة.
شارك الشريط في أكثر من مهرجان دولي كـ«البندقية»، «استوكهولم»، «دبي»، «لندن»، «ترايبيكا»، و«مراكش» .

## روابط خارجية
- الفيلم على موقع allocine.fr
- الفيلم على موقع imdb
- الفيلم على موقع الطماطم الفاسدة